# 芍陂
32°18′N 116°41′E / 32.300°N 116.683°E
安丰塘，古称芍陂（音同「鵲碑」），中国古代淮河流域水利工程，位于今安徽寿县南。“陂”是池塘的意思，因为引淠水经白芍亭东积水形成而得名。隋唐以后，在此处设置安丰县，因此被称为安丰塘。
芍陂是一个大型的陂塘蓄水工程。建造时利用了北面低洼，其他三面地势较高的地形，因势而建。可能已有水门和闸坝的设置。
相传修建者是春秋时期楚国的孙叔敖。1970年代后，一些学者提出芍陂的修建不可能早于汉代。自东汉至唐，王景、邓艾等屡经修浚。芍陂在东汉时陂周二三百里，可灌田万顷，在此地当时是有名的产粮区。宋元以后，逐渐荒废，残存部分称为安丰塘。1949年后经过整治，现蓄水约7300万立方米，灌溉面积4.2万公顷。是淠史杭灌区的一个组成部分。